# Енакалле
Енакалле — правитель (енсі) стародавнього шумерського міста-держави Умма. Його правління припадало приблизно на першу половину XXIV століття до н. е.

## Правління
Зійшов на престол після поразки у боротьбі проти Лагаша та повалення свого попередника Уша. Енакалле визнав верховенство Еанатума та зобов'язався сплачувати Лагашу данину.